# Batalha de Passo Fundo
A Batalha de Passo Fundo ou Batalha do Pulador foi um combate ocorrido em 27 de junho de 1894, durante a Revolução Federalista (1893-1895), no hoje distrito de Pulador, município de Passo Fundo, no Rio Grande do Sul, entre as forças federalistas, também chamados Maragatos, e os republicanos, também chamados de Pica-paus ou Legalistas.

## Histórico
Após a Proclamação da República, em 15 de novembro de 1889, ocorreram dissensões políticas  na recém-criada Federação. No estado gaúcho as diferenças se deram entre os federalistas de Gaspar Silveira Martins, conhecidos como Maragatos, e os republicanos de Júlio de Castilhos, conhecidos como Pica-paus, que culminaram na eclosão do movimento revolucionário.
Na tomada de Bagé pelo Coronel Arthur Oscar, enviado de Júlio de Castilhos, os Maragatos deixaram suas famílias e seguiram ao Uruguai, retornando ao Rio Grande do Sul em 1893, pelas colunas comandadas por Gumercindo Saraiva, antigo delegado de polícia.

## A batalha
No dia 27 de junho de 1894, na localidade chamada Pulador, cerca de 4 600 homens entraram em violento combate que perdurou por seis horas, com grande número de baixas nos dois lados, terminando com os beligerantes sem munição e lutando no corpo-a-corpo.
Os legalistas contavam com cerca de 3 000 homens, entre os voluntários do senador Pinheiro Machado, sob o comando do seu irmão Salvador Pinheiro Machado, contra 1 600 revolucionários federalistas. O saldo final de mortos e feridos diverge, dependendo do historiador, mas a maioria das fontes estima entre 800 a 1 000 mortos, destacando-se que não houve prisioneiros. Os sobreviventes de ambos os lados esconderam-se em matas próximas.
O General Francisco Rodrigues Lima, comandante da "Divisão do Norte" das forças do governo presente na batalha, estimou as perdas entre os Maragatos entre 700 a 800 homens.

## Consequências
A batalha resultou no enfraquecimento definitivo dos Maragatos, que foram obrigados a assinar o tratado de paz um ano depois, o que contribuiu para a consolidação da República Brasileira.

## Legado
Anualmente a Batalha do Pulador é encenada por tradicionalistas de Passo Fundo, município ao qual pertence o distrito onde ocorreu o fato.